# Golden Foot

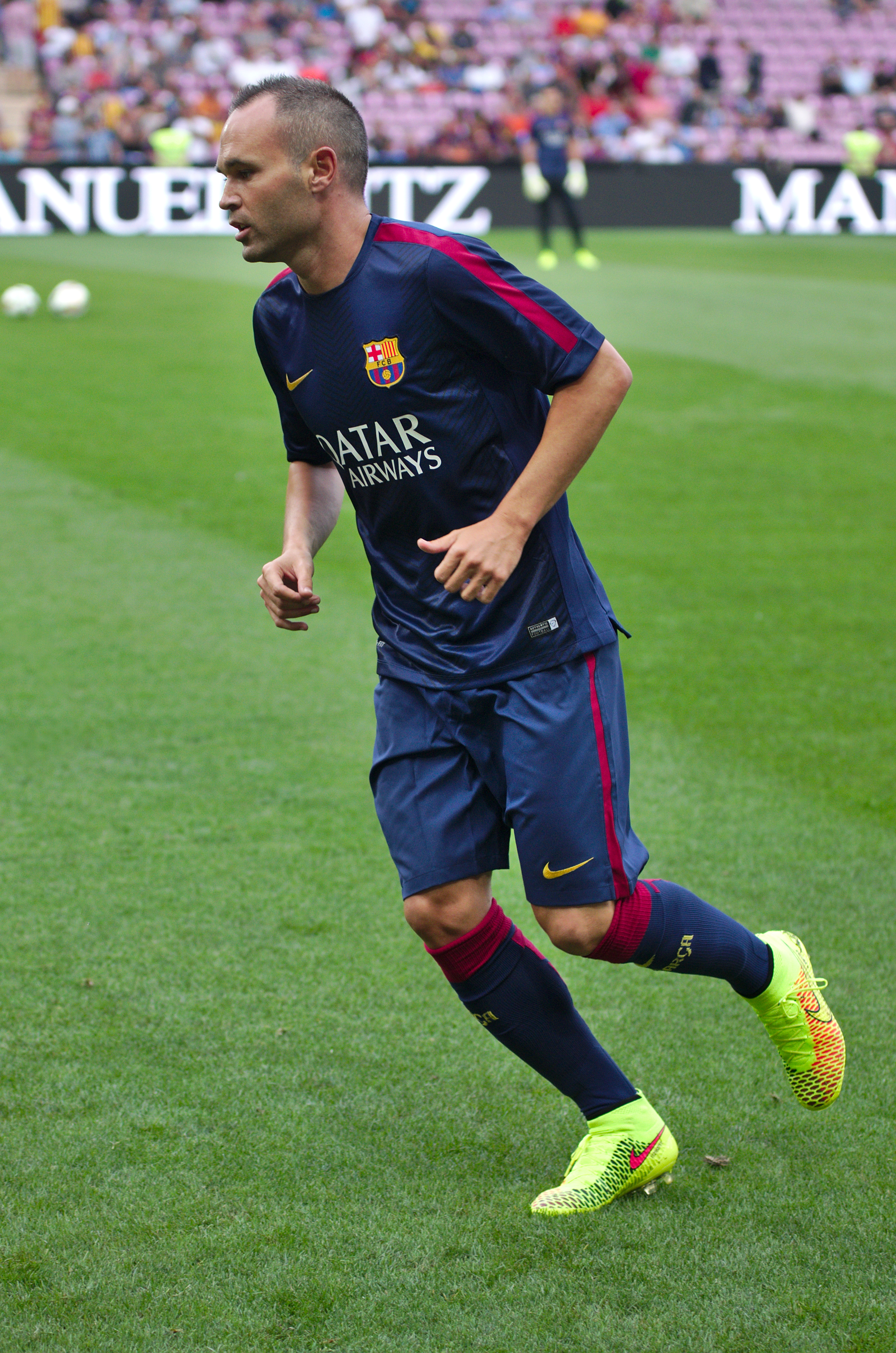
Vítěz z roku 2014 Andrés Iniesta

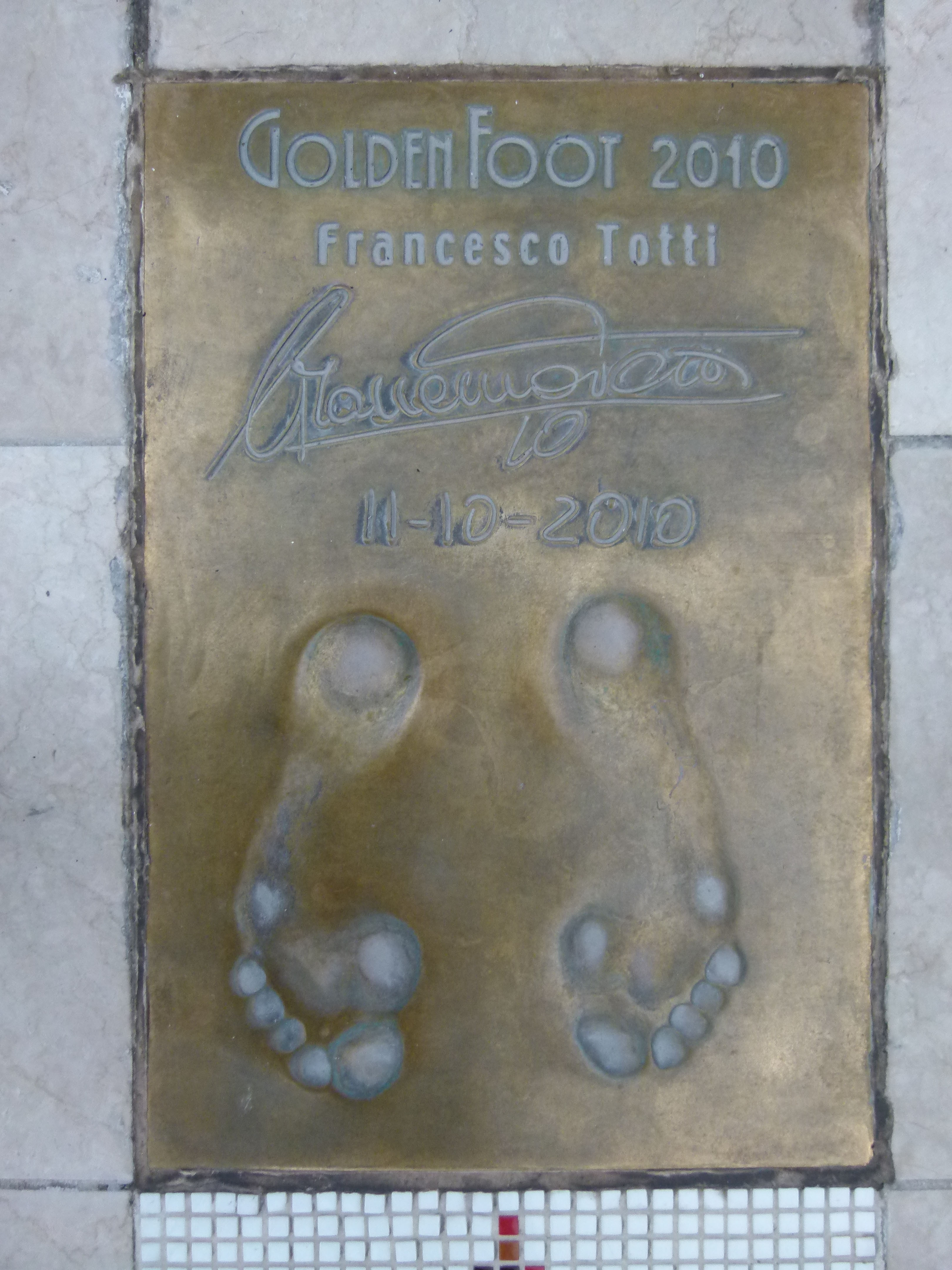
Golden Foot 2010 – Francesco Totti

Golden Foot (česky Zlaté chodidlo) je fotbalové ocenění udělované od roku 2003. Je určeno aktivním hráčům starším než 29 let, z nichž každý může vyhrát pouze jednou. Vítěze volí fanoušci z deseti nominovaných, které vybírá skupina novinářů z vybraných sportovních periodik (za Českou republiku z měsíčníku Hattrick). Vítězovi se po vzoru hollywoodského chodníku slávy dostává pocty otisknout své chodidlo do betonu na Promenádě šampionů, která se nachází na nábřeží v Monaku.

## Přehled vítězů
| Rok  | Reprezentace      | Jméno                | Klub                |
| ---- | ----------------- | -------------------- | ------------------- |
| 2003 | Itálie            | Roberto Baggio       | Brescia             |
| 2004 | Česko             | Pavel Nedvěd         | Juventus            |
| 2005 | Ukrajina          | Andrij Ševčenko      | AC Milán            |
| 2006 | Brazílie          | Ronaldo              | Real Madrid         |
| 2007 | Itálie            | Alessandro Del Piero | Juventus            |
| 2008 | Brazílie          | Roberto Carlos       | Fenerbahçe          |
| 2009 | Brazílie          | Ronaldinho           | AC Milán            |
| 2010 | Itálie            | Francesco Totti      | AS Roma             |
| 2011 | Wales             | Ryan Giggs           | Manchester United   |
| 2012 | Švédsko           | Zlatan Ibrahimović   | Paris Saint-Germain |
| 2013 | Pobřeží slonoviny | Didier Drogba        | Galatasaray SK      |
| 2014 | Španělsko         | Andrés Iniesta       | FC Barcelona        |
| 2015 | Kamerun           | Samuel Eto'o         | Antalyaspor         |
| 2016 | Itálie            | Gianluigi Buffon     | Juventus            |
| 2017 | Španělsko         | Iker Casillas        | Porto               |
| 2018 | Uruguay           | Edinson Cavani       | Paris Saint-Germain |
| 2019 | Chorvatsko        | Luka Modrić          | Real Madrid         |
| 2020 | Portugalsko       | Cristiano Ronaldo    | Juventus            |
| 2021 | Egypt             | Mohamed Salah        | Liverpool           |
| 2022 | Polsko            | Robert Lewandowski   | Barcelona           |

### Vítězové podle národností
| Reprezentace      | Hráči |
| ----------------- | ----- |
| Itálie            | 4     |
| Brazílie          | 3     |
| Španělsko         | 2     |
| Česko             | 1     |
| Ukrajina          | 1     |
| Wales             | 1     |
| Švédsko           | 1     |
| Pobřeží slonoviny | 1     |
| Kamerun           | 1     |
| Polsko            | 1     |
| Egypt             | 1     |
| Chorvatsko        | 1     |
| Uruguay           | 1     |
| Portugalsko       | 1     |

### Vítězové podle klubů
| Klub                | Hráči |
| ------------------- | ----- |
| Juventus            | 4     |
| Milán               | 2     |
| Barcelona           | 2     |
| Brescia             | 1     |
| Antalyaspor         | 1     |
| Fenerbahçe          | 1     |
| Galatasaray         | 1     |
| Manchester United   | 1     |
| Paris Saint-Germain | 2     |
| Real Madrid         | 2     |
| Řím                 | 1     |
| Porto               | 1     |
| Liverpool           | 1     |

## Fotbalové legendy
Každoročně je vybírána také skupina již nehrajících legend.
| Rok  | Vítěz                | Legendy                |
| ---- | -------------------- | ---------------------- |
| 2003 | Roberto Baggio       | Diego Maradona         |
| 2003 | Roberto Baggio       | Eusébio                |
| 2003 | Roberto Baggio       | Gianni Rivera          |
| 2003 | Roberto Baggio       | Just Fontaine          |
| 2004 | Pavel Nedvěd         | Alfredo Di Stéfano     |
| 2004 | Pavel Nedvěd         | Dino Zoff              |
| 2004 | Pavel Nedvěd         | Michel Platini         |
| 2005 | Andrij Ševčenko      | Francisco Gento        |
| 2005 | Andrij Ševčenko      | George Best            |
| 2005 | Andrij Ševčenko      | George Weah            |
| 2005 | Andrij Ševčenko      | Luigi Riva             |
| 2005 | Andrij Ševčenko      | Roberto Rivelino       |
| 2006 | Ronaldo              | Alcides Ghiggia        |
| 2006 | Ronaldo              | Ferenc Puskás          |
| 2006 | Ronaldo              | Giacinto Facchetti     |
| 2006 | Ronaldo              | Raymond Kopa           |
| 2006 | Ronaldo              | Zico                   |
| 2007 | Alessandro Del Piero | Gerd Müller            |
| 2007 | Alessandro Del Piero | Christo Stoičkov       |
| 2007 | Alessandro Del Piero | Mario Kempes           |
| 2007 | Alessandro Del Piero | Paolo Rossi            |
| 2007 | Alessandro Del Piero | Romário                |
| 2008 | Roberto Carlos       | Aldair                 |
| 2008 | Roberto Carlos       | Igor Belanov           |
| 2008 | Roberto Carlos       | Luis Suárez Miramontes |
| 2008 | Roberto Carlos       | Zinedine Zidane        |
| 2009 | Ronaldinho           | Karl-Heinz Rummenigge  |
| 2009 | Ronaldinho           | Nilton Santos          |
| 2009 | Ronaldinho           | Oleg Blochin           |
| 2009 | Ronaldinho           | René Higuita           |
| 2009 | Ronaldinho           | Zbigniew Boniek        |
| 2010 | Francesco Totti      | Carlos Dunga           |
| 2010 | Francesco Totti      | Francisco Varallo      |
| 2010 | Francesco Totti      | Franz Beckenbauer      |
| 2010 | Francesco Totti      | Giancarlo Antognoni    |
| 2010 | Francesco Totti      | Hugo Sánchez           |
| 2011 | Ryan Giggs           | Abédi Pelé             |
| 2011 | Ryan Giggs           | Javier Zanetti         |
| 2011 | Ryan Giggs           | Luís Figo              |
| 2011 | Ryan Giggs           | Rabah Madjer           |
| 2011 | Ryan Giggs           | Ruud Gullit            |
| 2012 | Zlatan Ibrahimović   | Eric Cantona           |
| 2012 | Zlatan Ibrahimović   | Franco Baresi          |
| 2012 | Zlatan Ibrahimović   | Lothar Matthäus        |
| 2012 | Zlatan Ibrahimović   | Pelé                   |
| 2013 | Didier Drogba        | Carlos Valderrama      |
| 2013 | Didier Drogba        | Jean-Pierre Papin      |
| 2013 | Didier Drogba        | Osvaldo Ardiles        |
| 2014 | Andrés Iniesta       | Antonín Panenka        |
| 2014 | Andrés Iniesta       | Jean-Marie Pfaff       |
| 2014 | Andrés Iniesta       | Hakan Şükür            |
| 2014 | Andrés Iniesta       | Hidetoshi Nakata       |
| 2014 | Andrés Iniesta       | Mia Hamm               |
| 2014 | Andrés Iniesta       | Roger Milla            |
| 2015 | Samuel Eto'o         | Gheorghe Hagi          |
| 2015 | Samuel Eto'o         | Daniel Passarella      |
| 2015 | Samuel Eto'o         | David Trezeguet        |
| 2015 | Samuel Eto'o         | Rinat Dasajev          |
| 2016 | Gianluigi Buffon     | Frank de Boer          |
| 2016 | Gianluigi Buffon     | Claudio Ranieri        |
| 2016 | Gianluigi Buffon     | Carles Puyol           |
| 2016 | Gianluigi Buffon     | Deco                   |
| 2017 | Iker Casillas        | Roberto Mancini        |
| 2017 | Iker Casillas        | Michael Owen           |
| 2017 | Iker Casillas        | Marcel Desailly        |
| 2017 | Iker Casillas        | Oliver Kahn            |
| 2017 | Iker Casillas        | Li Ming                |
| 2018 | Edinson Cavani       | Leonardo Araújo        |
| 2018 | Edinson Cavani       | Clarence Seedorf       |
| 2018 | Edinson Cavani       | Andrea Pirlo           |
| 2018 | Edinson Cavani       | Marcello Lippi         |
| 2018 | Edinson Cavani       | Didier Deschamps       |
| 2019 | Luka Modrić          | Paulo Roberto Falcao   |
| 2019 | Luka Modrić          | Patrick Vieira         |
| 2019 | Luka Modrić          | José Altafini          |
| 2019 | Luka Modrić          | Carolina Morace        |
| 2020 | Cristiano Ronaldo    | Golden Foot Prestige   |
| 2020 | Cristiano Ronaldo    | Andrea Agnelli         |
| 2021 | Mohamed Salah        | Dani Alves             |
| 2021 | Mohamed Salah        | Paolo Maldini          |
| 2021 | Mohamed Salah        | Günter Netzer          |
| 2021 | Mohamed Salah        | Gabriele Oriali        |
| 2021 | Mohamed Salah        | Kelly Smith            |
| 2022 | Robert Lewandowski   | Emilio Butragueño      |
| 2022 | Robert Lewandowski   | Juan Sebastián Verón   |
| 2022 | Robert Lewandowski   | Fatih Terim            |
| 2022 | Robert Lewandowski   | Kosovare Asllani       |
| 2022 | Robert Lewandowski   | Golden Foot Prestige   |
| 2022 | Robert Lewandowski   | Florentino Pérez       |